# Mordellistena vera
Mordellistena vera är en skalbaggsart som beskrevs av Liljeblad 1917. Mordellistena vera ingår i släktet Mordellistena och familjen tornbaggar. Inga underarter finns listade i Catalogue of Life.